# Özyiğit
Özyiğit ist ein türkischer Familienname mit der Bedeutung „ein echter Held“, gebildet aus öz (echt, rein) und yiğit (tapfer; Held).

## Namensträger
- Arzu Özyiğit (* 1972), türkische Basketballspielerin
- Cemal Özyiğit (* 1960), nordzyprischer Politiker
- Evren Özyiğit (* 1986), türkischer Fußballspieler
- Kemal Mert Özyiğit (* 1994), türkischer Fußballspieler
- Ömer Özyiğit (* 1949), türkischer Klassischer Archäologe